# Bhumiya Corona
La Bhumiya Corona è una struttura geologica della superficie di Venere.